# Julio Ricardo Cruz
Julio Ricardo Cruz (Santiago del Estero, 10 d'octubre de 1974) és un ex-futbolista argentí.

## Biografia
Julio Ricardo Cruz va nàixer el 10 d'octubre de 1974 a Santiago del Estero Barri San Fernando, Calle 2 M 14 L1, capital de la província argentina homònima. Va iniciar la seua carrera en el Club Atlético Temperley, però a causa de la fallida del club, va quedar lliure i va fitxar pel Club Atlético Banfield (al costat d'altres ex Temperley com Mariano Campodónico i Mauro Navas). Es diu que mirant un entrenament assegut en un tractor per a tallar la pastura, va ser cridat per l'entrenador de primera per jugar un entrenament; d'allí el seu sobrenom de jardiner. Suposadament això li va valdre ser descobert pel club en el qual va debutar en la primera divisió, però altres versions indiquen que el seu pare era el jardiner de la pista de Banfield, i que aquest el va dur a provar-se al club. El seu debut va ser el 13 de març de 1994 en un empat per tres gols contra el Club Atlético Huracán.
Després de diverses temporades va ser transferit a un dels clubs més importants de l'Argentina, River Plate. Amb aquest club va aconseguir el Torneig Obertura 1996 i el Torneig Clausura 1997, convertint 18 gols en 30 partits. Gràcies al seu bon acompliment, va ser transferit al Feyenoord Rotterdam el 1997.
En la seua primera campanya, 1997-1998, va marcar 14 gols per al Feyenoord, i en la temporada 1998-1999 marcaria 15 gols i aconseguiria l'Eredivisie i la Supercopa dels Països Baixos. Després de ser transferit al Bologna FC el 2000, en el 2003 és transferit a l'Inter de Milà, amb el qual va aconseguir dos Copes d'Itàlia, en 2005, 2006, una Supercopa d'Itàlia en el 2005, i quatre "scudetto" el 2006, 2007, 2008 i 2009.

## Internacional
El primer partit que va jugar amb la selecció major va ser l'any 1997, contra Bolívia, on Argentina va perdre 2-1, en un partit molt recordat pels incidents que va haver. Entre ells una cabotada del porter Ignacio Carlos Gonzalez, per l'esquena, al davanter bolivià Demetrio Angola després que el jugador argentí Gustavo Zapata fóra expulsat i intentara agredir a Angola.
Enmig d'aquest ambient tan tibant, a Cruz, després d'arreplegar un baló i insultar a l'equip tècnic bolivià, el xòfer de la selecció boliviana li pegà una punyada en el pòmul dret per a després aparèixer amb sang en el pòmul esquerre, Cruz nunca ha aclarado como pudo ocurrir ese hecho tan extraño alegando que ya "es pasado". Aquest incident és similar a l'anomenat Maracanazo de la selecció xilena encara que Cruz, mai va ser sancionat ni castigat per la FIFA, a diferència de Roberto Rojas.
Amb la seua selecció va jugar la Copa Amèrica de 1997, dirigida per Daniel Passarella; i la Copa del Món de Futbol de 2006, dirigida per José Pekerman.
També va estar en la llista preliminar de jugadors argentins, gran majoria menors de 23 anys, dels Jocs Olímpics de Beijing 2008.
Amb la selecció major ha jugat 22 partits, però va ser convocat per tots els entrenadors de la selecció.